# أتسوشي أوكي
أتسوشي أوكي (باليابانية: 青木篤志؛ بالكانا: あおき あつし) هو مصارع محترف ياباني، ولد في 25 سبتمبر 1977 في أوتا في اليابان.

## روابط خارجية
- أتسوشي أوكي على موقع WrestlingData.com (الإنجليزية)
- أتسوشي أوكي على موقع CageMatch worker (الإنجليزية)
- أتسوشي أوكي على موقع قاعدة بيانات المصارعة على الإنترنت (الإنجليزية)